# Fals profeta
Un fals profeta és un individu que fingeix tenir determinats dons divins, com el de profecia, sense realment posseir-los. S'esmenta de manera especial en les religions del Llibre per a referir-se a impostors religiosos contaminats per la falsedat, la malícia de l'apostasia i la hipocresia. També es referix a un farsant o simulador que es fa passar per una bona persona quan en realitat amaga motius maliciosos i il·legítims, a algú que utilitza una falsa aparença amb finalitats ocultes que poden ser demagògiques, demoníaques, polítiques o per a interessos lucratius personals, etc.

## En el cristianisme

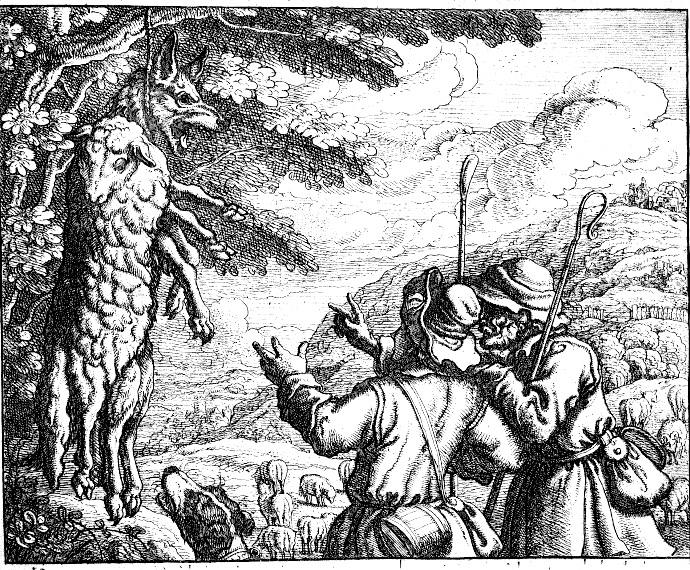
Segons la Bíblia, Jesucrist va advertir sobre la futura aparició de falsos profetes que serien com a «llops vestits d'ovelles».

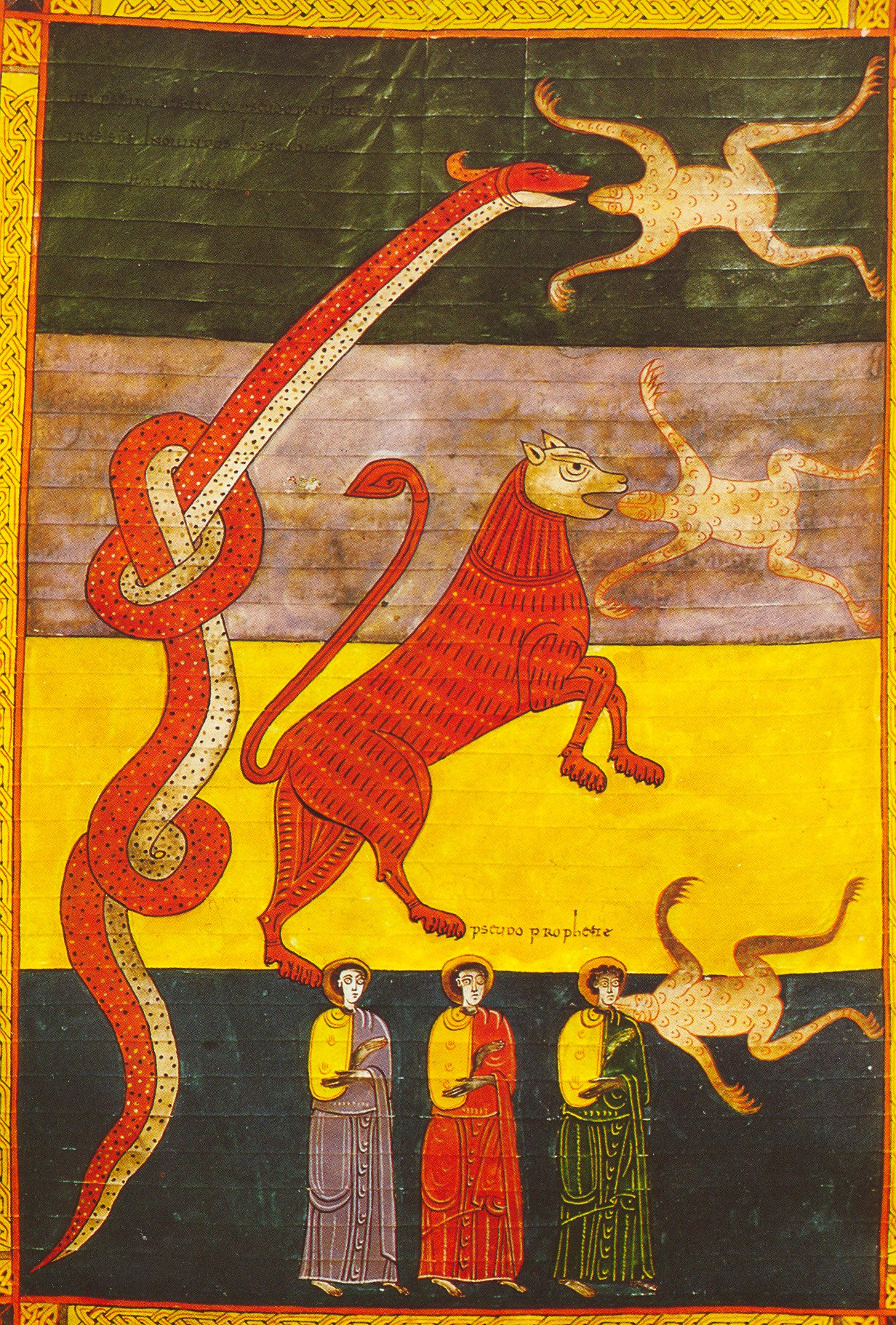
Destí del Fals Profeta, Apocalipsi, 16, Beatus de Facundus, 1047.

En la Bíblia, tant en l'Antic Testament, com en el Nou Testament, hi ha advertiments profètics sobre persones que es farien passar tant per falsos profetes o per falsos messies (falsos salvadors), i hi ha nombrosos advertiments i exhortacions als creients per estar atents sobre aquest tema. Els següents versos són paraules que Jesucrist va donar en el Sermó de la muntanya:Mateu 7:15-20
| «            | Guardeu-vos dels falsos profetes, que venen a vosaltres disfressats d'ovella, però per dintre són llops rapaços. Pels seus fruits els coneixereu. ¿Es cullen potser raïms dels cards, o figues dels arços? Tot arbre bo dona fruits bons, i l'arbre dolent dona fruits dolents. Un arbre bo no pot donar fruits dolents, ni un arbre dolent, donar fruits bons. Tot arbre que no dona bon fruit és tallat i llençat al foc. Així, doncs, pels seus fruits els coneixereu. | » |
| — Mt 7:15-20 | |   |

El Nou Testament tracta el mateix tema del fals profeta de diferenciar correctament entre els profetes falsos i veritables. Jesús va predir la futura aparició de falsos profetes i falsos messies, afirmant que els mateixos farien grans senyals i miracles, i enganyaria a moltes persones. Els versos següents són del Discurs a la Muntanya de les Oliveres:
| «            | Jesús els va respondre: —Estigueu alerta, que ningú no us enganyi. Perquè en vindran molts que es valdran del meu nom i diran: "Jo sóc el Messies", i enganyaran molta gent. Sentireu parlar de guerres i de rumors de guerres. Mireu de no alarmar-vos; cal que això succeeixi, però encara no serà la fi. Un poble s'alçarà contra un altre poble, i un regne contra un altre regne; hi haurà fam i terratrèmols pertot arreu. Tot això serà només l'inici dels dolors d'infantament. Us faran passar tribulacions i us mataran. Tots els pobles us odiaran per causa del meu nom. Llavors molts sucumbiran, es denunciaran els uns als altres i s'odiaran entre ells. Sortiran molts falsos profetes i enganyaran molta gent. I el mal augmentarà tant, que es refredarà l'amor de la majoria. Però el qui es mantindrà ferm fins a la fi se salvarà. Aquesta bona nova del Regne serà anunciada per tota la terra, perquè tots els pobles en rebin un testimoni. I aleshores vindrà la fi. | » |
| — Mt 24:4-14 | |   |

El la Segona carta als Corintis, es descriu als falsos profetes com ministres de Satanàs que es disfressen com apòstols de Crist:2Co 11:13-15
| «              | Aquesta mena de gent no són més que falsos apòstols, homes que enganyen, disfressats d'apòstols de Crist. I això no és gens estrany, ja que el mateix Satanàs també es disfressa d'àngel de llum. És, doncs, natural que també els seus servidors es disfressin de servidors de la justícia. Però la seva fi es correspondrà amb les seves obres. | » |
| — 2Co 11:13-15 | |   |

En aquest sentit, Llucifer i el seu exèrcit de dimonis també són descrits com a falsos profetes.
En l'Evangeli de Lluc, Jesús va dur a terme una explicació moral cap als seus deixebles utilitzant l'analogia dels falsos profetes en l'Antic Testament:
| «         | Ai quan tota la gent parlarà bé de vosaltres: igualment feien els seus pares amb els falsos profetes! | » |
| — Lc 6:26 | |   |

En els Fets dels Apòstols s'hi explica com Pau i Bernabé es van trobar amb un fals profeta anomenat Elimes Bar-Jesús a l'illa de Xipre.
| «            | Ells, doncs, enviats per l'Esperit Sant, van baixar a Selèucia, i d'allí navegaren cap a Xipre. Arribats a Salamina, predicaven la paraula de Déu a les sinagogues dels jueus. Joan era el seu ajudant. Després van travessar tota l'illa fins a Pafos, on trobaren un mag jueu, que era un fals profeta. Es deia Barjesús i pertanyia al grup de persones que envoltaven el procònsol Sergi Pau, un home assenyat. El procònsol va fer cridar Bernabé i Saule amb el desig d'escoltar la paraula de Déu, però Èlimes, el mag —ja que això vol dir el seu nom—, es va posar en contra d'ells, buscant d'apartar de la fe el procònsol. Aleshores Saule, anomenat també Pau, ple de l'Esperit Sant, se'l mirà fixament i digué: —Fill del diable, home carregat d'engany i d'astúcia, enemic de tot bé! ¿Quan pararàs de tòrcer el camí dret del Senyor? Doncs sàpigues que el Senyor fa caure damunt teu la seva mà, i quedaràs cec: durant un quant temps no veuràs la llum del sol. A l'instant van caure damunt d'ell foscor i tenebres, i buscava a les palpentes algú que el guiés. | » |
| — Ac 13:4-11 | |   |

Aquesta història s'adapta en línia a la descripció que es troba al Deuteronomi. La pretensió en la història és que Elimes està tractant de desviar Sergi Pau de la veritable fe, igual que el fals profeta que es descriu en els versicles anteriors.
En la Segona Epístola de Pere es fa una comparació entre els falsos mestres i els falsos profetes, i com els primers portarien falsos ensenyaments, igual que els falsos profetes de l'antiguitat:
| «            | Així com entre el poble d'Israel hi hagué falsos profetes, també entre vosaltres hi haurà falsos mestres, que introduiran doctrines pernicioses; aquests homes, negant el Senyor que els ha rescatat, s'atrauran una perdició que no trigarà. Molts els seguiran en el llibertinatge, i per culpa d'ells el camí de la veritat serà objecte d'injúries. Per amor al diner us explotaran valent-se de paraules enganyoses. Però ja fa temps que tenen preparada la condemna; no dorm la seva perdició. | » |
| — 2 Pe 2:1-3 | |   |

Un fals profeta la descripció del qual destaca en el Nou Testament és esmentat al Llibre de l'Apocalipsi, qui, segons la profecia, serà agent de la Bèstia de l'Apocalipsi i aliat de l'Anticrist o Satanàs. Als qui se'ls descriu sent juntament tirats al «llac de foc i sofre» en la fi dels temps.
La figura del Fals Profeta és un dels majors misteris de l'escatologia.

## En l'islam
L'Alcorà retrata Mahoma com el «Segell dels Profetes», la qual cosa significa que qualsevol persona que afirmi ser un nou profeta després seu és un fals profeta. Tots els erudits musulmans dels corrents sunnita i xiïta no veuen la segona vinguda del Messies com l'arribada d'un nou profeta, com ho havia estat el messies islàmic Jesús; per tant el Messies governarà seguint l'Alcorà i la sunna de Mahoma, no aportant cap nova revelació o profecia.
En desacord amb això, el moviment musulmà Ahmadiyya, vist per la majoria dels musulmans com un culte herètic, creu que qualsevol tipus de profecia és independent de Mahoma. També interpreta diferent la vinguda de Jesús, trencant el principi que Mahoma és l'últim profeta, ja que per a aquest moviment Jesús fou un profeta independent de Mahoma.
Thawban ibn Kaydad transmet un hadit de Mahoma, que hauria dit:
| «                                | Hi haurà trenta dajjals entre la meva Umma. Cadascun afirma que és un profeta, però jo sóc l'últim dels Profetes (Segell dels Profetes), i no hi haurà cap profeta després de mi. | » |
| — Recollit per Àhmad ibn Hanbal. | |   |

També Abu-Hurayra recull un hadit de Mahoma on diu:
| «                                              | No s'establirà l'hora fins que dos grans grups lluitin entre ells i hi haurà un gran nombre de víctimes per ambdues parts i seguiran una i la mateixa doctrina religiosa, fins que apareguin aproximadament 30 dajjals, i cadascun d'ells reclamarà que ell és l'Apòstol d'Al·là..." | » |
| — Sahih al-Bukharí, v. 9, llibre 88, núm. 237. | |   |

Mahoma també hauria afirmat que el darrer d'aquests dajjals seria el Fals Messies, al-Massih ad-Dajjal, és a dir l'Anticrist. En aquest sentit Samra ibn Júndub afirma que una vegada Mahoma, mentre feia un discurs cerimonial en ocasió d'un eclipsi solar, va dir:
| «                                                        | En veritat, per Déu, l'Última Hora no vindrà fins a l'aparició dels trenta dajjals i l'últim serà el Fals Messies Borni. | » |
| — Recollit al Músnad Àhmad ibn Hanbal i per at-Tabaraní. | |   |

Anas ibn Màlik explica que Mahoma va dir:
| «                                                  | No hi ha hagut mai un profeta que no hagi advertit l'Umma del Mentider Borni; que ell té un sol ull i el nostre Senyor no té un sol ull. El dajjal és cec d'un ull. Al seu front hi ha les lletres k. f. r. (kàfir), entre els ulls del Dajjal, que cada musulmà serà capaç de llegir. | » |
| — Sahih Muslim, llibre 41, cap. 7, núm. 7007-7009. | |   |

L'imam Mahdí, el «Redemptor» segons l'islam, apareixerà a la Terra abans del Dia del Judici. En el moment de la segona vinguda de Crist, el profeta Issa, és a dir Jesús, fill de Maria, matarà al-Massih ad-Dajjal, és a dir l'Anticrist.
Els musulmans creuen que Jesús i el Mahdí lliuraran el món de la maldat, la injustícia i la tirania, garantint la pau i tranquil·litat.

## En el judaisme
Jesús és rebutjat pel judaisme com a «messies jueu fallit» i fals profeta.
«2 Si surt un profeta o un visionari enmig teu i t'anuncia un senyal o un prodigi, 3 però, a més, et proposa de seguir i adorar altres déus que no havíeu conegut, tu, encara que es realitzi aquell gran prodigi, 4 no facis cas d'aquelles profecies o d'aquelles visions. És que el Senyor, el vostre Déu, us vol posar a prova per saber si l'estimeu amb tot el cor i amb tota l'ànima. 5 Seguiu únicament el Senyor, el vostre Déu, reverencieu-lo, compliu els seus manaments, obeïu-lo, adoreu-lo i manteniu-vos fidels a ell. 6 I aquell profeta o visionari serà condemnat a mort, perquè us ha predicat que apostatéssiu del Senyor, el vostre Déu, el qui us va fer sortir del país d'Egipte, el qui et va rescatar de la terra on eres esclau; aquest home et volia apartar del camí que el Senyor, el teu Déu, t'ha manat de seguir. Extirpa la maldat d'enmig teu.» (Dt 13:2-6)
El Llibre dels Reis documenta una història en la qual, sota la força d'Acab, el profeta Miquees descriu Déu com sol·licitar informació al seu consell celestial pel que fa al que ha de fer amb una cort de falsos profetes. Aquesta descripció es registra a Reis I 22: 19-23:
«19 Micàiehu va afegir: —Doncs escolta encara la paraula del Senyor! He vist el Senyor assegut en el seu tron i tots els estols celestials que l'assistien, a dreta i esquerra. 20 El Senyor ha preguntat: “Qui seduirà Acab perquè pugi a Ramot-Galaad i caigui en la batalla?” L'un proposava una cosa; l'altre, una altra. 21 En aquestes, l'esperit de profecia s'ha avançat i, dret davant el Senyor, li ha dit: “Jo el seduiré.” El Senyor li ha preguntat: “De quina manera?” 22 Ell ha respost: “Seré un esperit que faci mentir tots els seus profetes.” El Senyor li ha dit: “El seduiràs. Te'n sortiràs. Vés i fes-ho així.” 23 Ara, doncs, el Senyor ha posat un esperit de mentida a la boca de tots aquests profetes teus, perquè té decidida la teva perdició.» (1Re 22:19-23)
És possible que Miquees signifiqui representar els falsos profetes com una prova de YHWH. També és possible que signifiqui una taca en els profetes d'Acab, com Sedecies, fill de Quenaana.
La pena per falsa profecia, incloent parlar en nom d'un déu que no sigui YHWH o parlar amb presumpció en nom del Senyor, és la pena de mort. De la mateixa manera, si un profeta fa una profecia en el nom del Senyor que no passa, és un altre senyal no està encarregat per Jehovà i que la gent no ha témer el fals profeta.
El terme «judeogrec» pseudoprofeta apareix a la Septuaginta de Jeremies 6:13, 33:8,11 34:7, 36:1,8, Zacaries 13:2, les Antiguitats de Josep 8-13-1,10-7-3, Guerra dels Jueus 6-5-2, i Lleis Filo Específiques 3:8. Els autors pagans clàssics usen el terme pseudomantis.

## Ús al marge de la religió
El terme fals profeta de vegades s'aplica fora de la religió per descriure al promotor de les teories científiques, mèdiques, o polítiques que l'autor de la frase pensa que són falses. El llibre de Paul Offit de 2008 Autism's False Prophets aplica la frase al promotor de teories i teràpies no comprovades: com la controvèrsia del tiomersal i la teràpia de quelació. El llibre de Ronald Bailey de 1993 Ecoscam: The False Prophets of Ecological Apocalypse aplica la frase al promotor de la hipòtesi de l'escalfament global; però en 2005 per Bailey havia canviat d'opinió, i va escriure "Qualsevol persona que encara tingui la idea que no hi ha escalfament global se l'hauria de penjar."